# ريانون فيش
ريانون ماري فيش (ولدت في 14 مارس 1991) ممثلة كندية ولدت في أستراليا اشتهرت بدورها في أبريل سكوت على مسلسل للتلفزيون الأسترالي
ذهابا وايابا، شاركت الممثلة في موسم الثالث عشر من برنامج الرقص مع النجوم ، وحصلت على المركز الثاني بعد كوسنتينو.

## روابط خارجية
- ريانون فيش على موقع IMDb (الإنجليزية)
- ريانون فيش على موقع قاعدة بيانات الفيلم (الإنجليزية)
- RhiannonMFishعلى تويتر.